# Syndicat du Bassin d'Arcachon Val de l'Eyre
Le SYBARVAL est un syndicat mixte qui a été créé par arrêté préfectoral du 31 décembre 2005.
Il rassemble les territoires des trois intercommunalités qui se situent autour ou à proximité du bassin d’Arcachon (COBAN – COBAS – CDC Val de l’Eyre). Celles-ci ou les communes qui les composent selon les compétences choisies, lui ont transféré les compétences relatives au SCoT et au Plan Climat-Air-Énergie Territorial (PCAET).
Le fait que les collectivités membres du SYBARVAL soient de natures différentes impose la structure de « syndicat mixte ».
C’est donc un ensemble de 17 communes comportant 130 000 habitants permanents répartis sur 150 km2 qui constitue le SYBARVAL.

## Liste des présidents et vice-présidents
| Période | Période | Identité            | Étiquette | Qualité                                                                        |
| ------- | ------- | ------------------- | --------- | ------------------------------------------------------------------------------ |
| 2005    | 2008    |                     |           |                                                                                |
| 2008    | 2018    | Jean-Guy Perrière   |           | Maire d'Arès (Vice-président : Jean-Jacques Éroles, maire de La Teste-de-Buch) |
| 2018    | 2020    | Jean-Jacques Éroles |           | Maire de La Teste-de-Buch (Vice-président : Cédric Pain, maire de Mios         |